# コロムビア・トップのお早よう6時です
コロムビア・トップのお早よう6時です（コロムビア・トップのおはようろくじです）は、かつてニッポン放送の平日朝の時間帯で放送されていたラジオ番組。パーソナリティは漫才師・政治家のコロムビア・トップ。放送期間は1978年4月3日から1980年5月23日まで。

## 放送時間
- 毎週月曜日 - 金曜日　6:00 - 7:00

## 出演者
- パーソナリティ:コロムビア・トップ
- アシスタント:
  - 馬場直子（1978年4月 - 1978年9月、1978年10月 - 1979年3月：月曜日 - 水曜日）
  - 堂尾弘子（1978年10月 - 1979年3月：木曜日・金曜日）
  - 山田百合子（1979年4月 - 不明：月曜日・火曜日）
  - 石渡洋子（不明 - 1980年5月：月曜日・火曜日）
  - 川内敏枝（1979年4月 - 1980年5月：水曜日 - 金曜日）

## 内包番組

### 1978年4月 -
- ニュース
- フレッシュ歌謡曲
- サンスポ釣り情報
- 心の灯
- ニューモラルツーユー今日もありがとう
- 今日も元気で!私の青春メロディ
- さわやかトピックス

### 1978年10月 -
- ニュース・天気予報
- フレッシュ歌謡曲
- サンスポ釣り情報
- 心の灯
- 愉快・壮快・ホントカイ
- 早起き天気予報
- ニューモラルツーユー今日もありがとう
- 今日も元気で!全国ふるさとヒットメロディ

### 1979年4月 -
- ニュース・天気予報
- おはよう!ラブリバー
- サンスポ釣り情報
- 心の灯
- 愉快・壮快・ホントカイ
- 早起き天気予報
- ニューモラルツーユー今日もありがとう
- 今日も元気で!全国ふるさとヒットメロディ

### 1980年4月 -
- ニュース・天気予報
- サンスポ釣り情報
- 心の灯
- 愉快・壮快・ホントカイ
- 早起き天気予報
- ニューモラルツーユー今日もありがとう
- 今日も元気で!全国ふるさとヒットメロディ